# Canta (vervoermiddel)

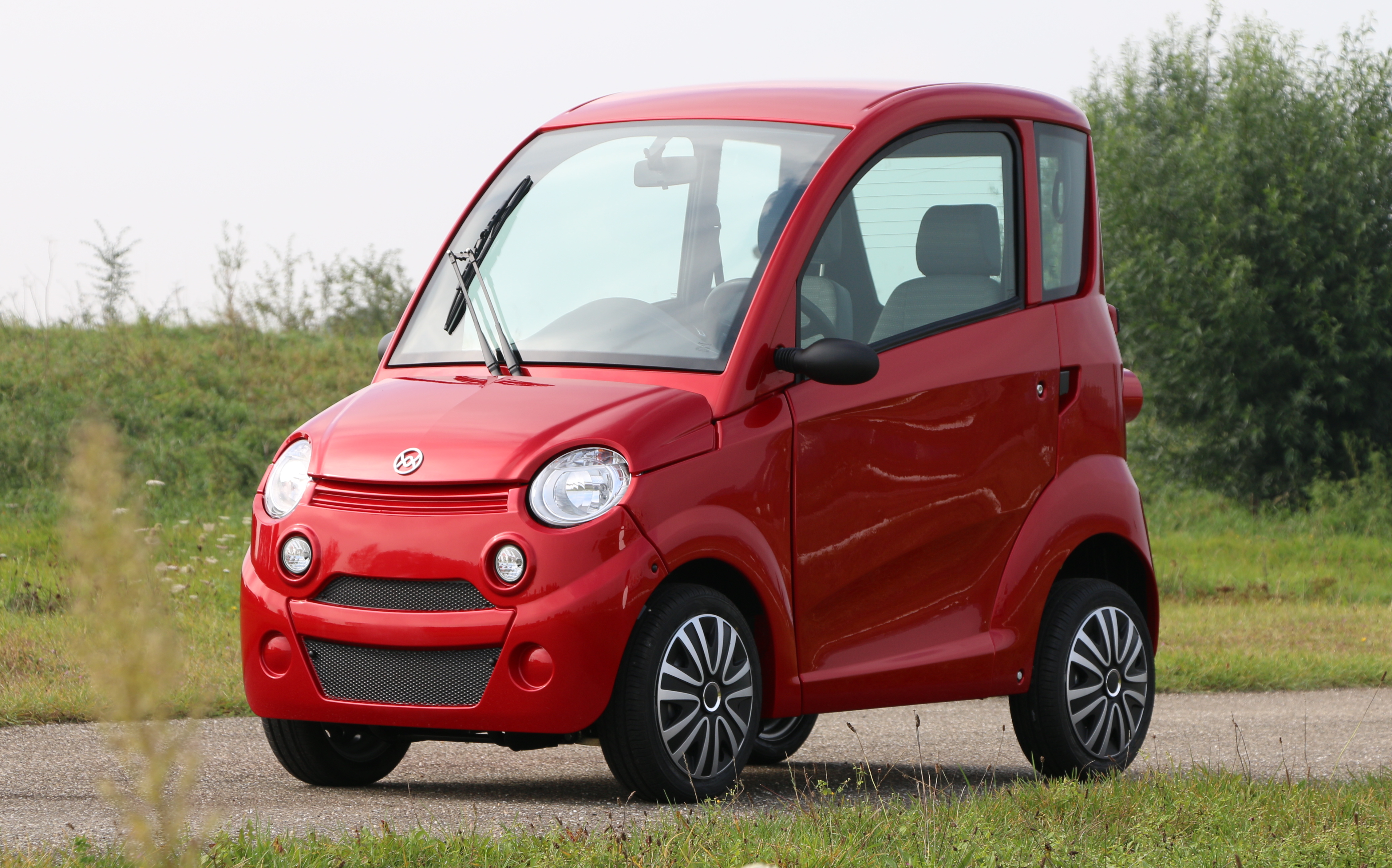
Canta Premium (vanaf 2017)

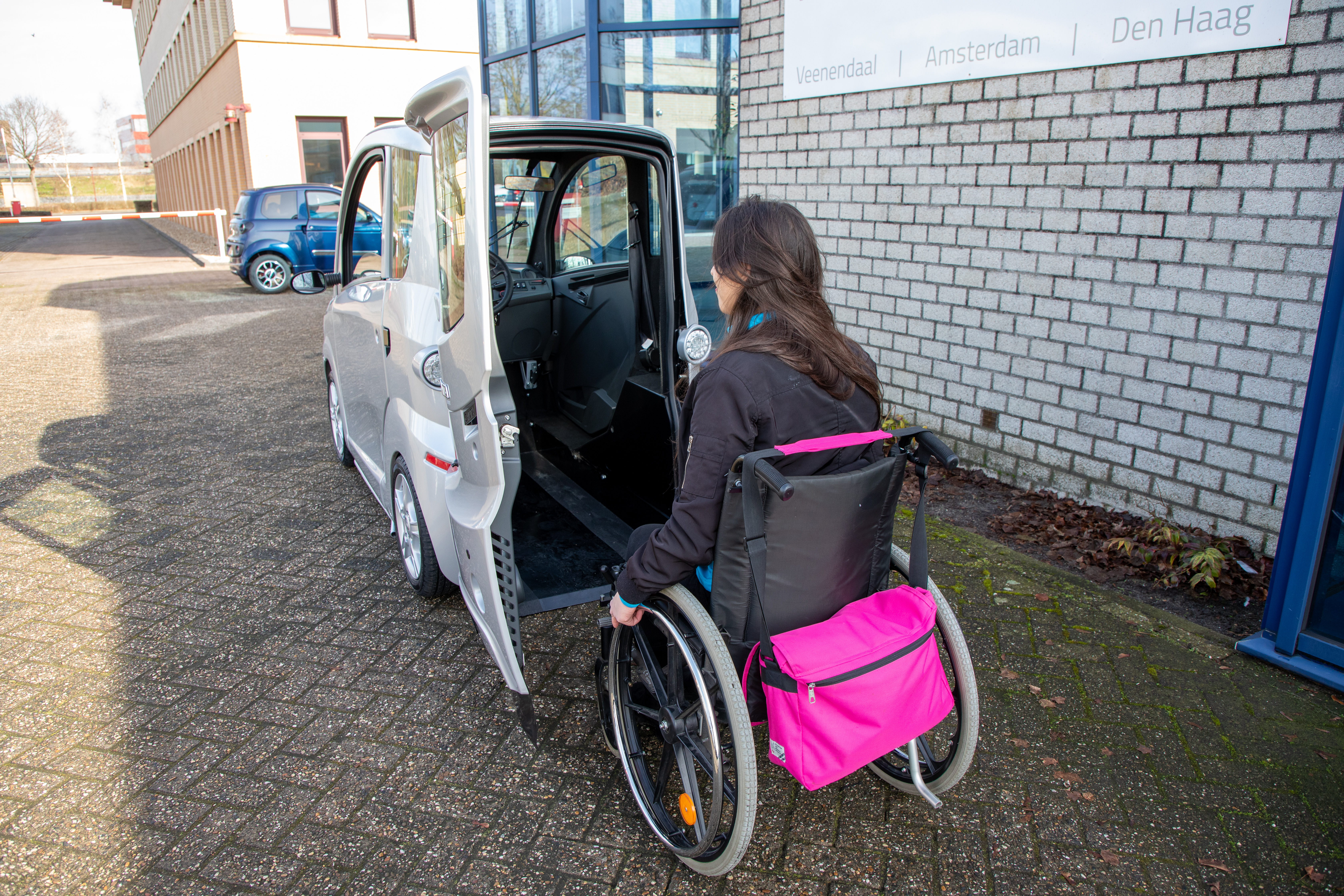
Inrij-Canta

Een Canta is een klein overdekt voertuig dat in Nederland vaak wordt gebruikt als gehandicaptenvoertuig. Het voertuig is 1,10 meter breed, de wettig vastgestelde maximale breedte voor een gehandicaptenvoertuig. Het werd in 1995 ontwikkeld door Dick Waaijenberg samen met de Technische Universiteit Delft. Waaijenberg Mobiliteit, de producent en leverancier van de Canta's, organiseert jaarlijks een toertocht voor Cantarijders.
De bestuurder van de Canta hoeft geen rijbewijs te hebben, en ook niet-gehandicapte mensen kunnen en mogen een Canta gebruiken. Wel is de minimumleeftijd 16 jaar. Het voertuig mag overal worden geparkeerd.
Elke Canta wordt op maat gemaakt, dat wil zeggen: aangepast aan de mogelijkheden en beperkingen van de bestuurder. Er zijn veel mogelijkheden, zoals bediening links of rechts, of alle bedieningen rond het stuur. De zogeheten inrij-Canta is zodanig ontwikkeld dat met een rolstoel naar binnen kan worden gereden, waarna de Canta bediend kan worden vanuit die rolstoel.
In oktober 2017 is een nieuw model van de Canta geïntroduceerd, de Canta2. Deze is zowel met benzinemotor als met elektromotor leverbaar.
Canta's van voor 2017:

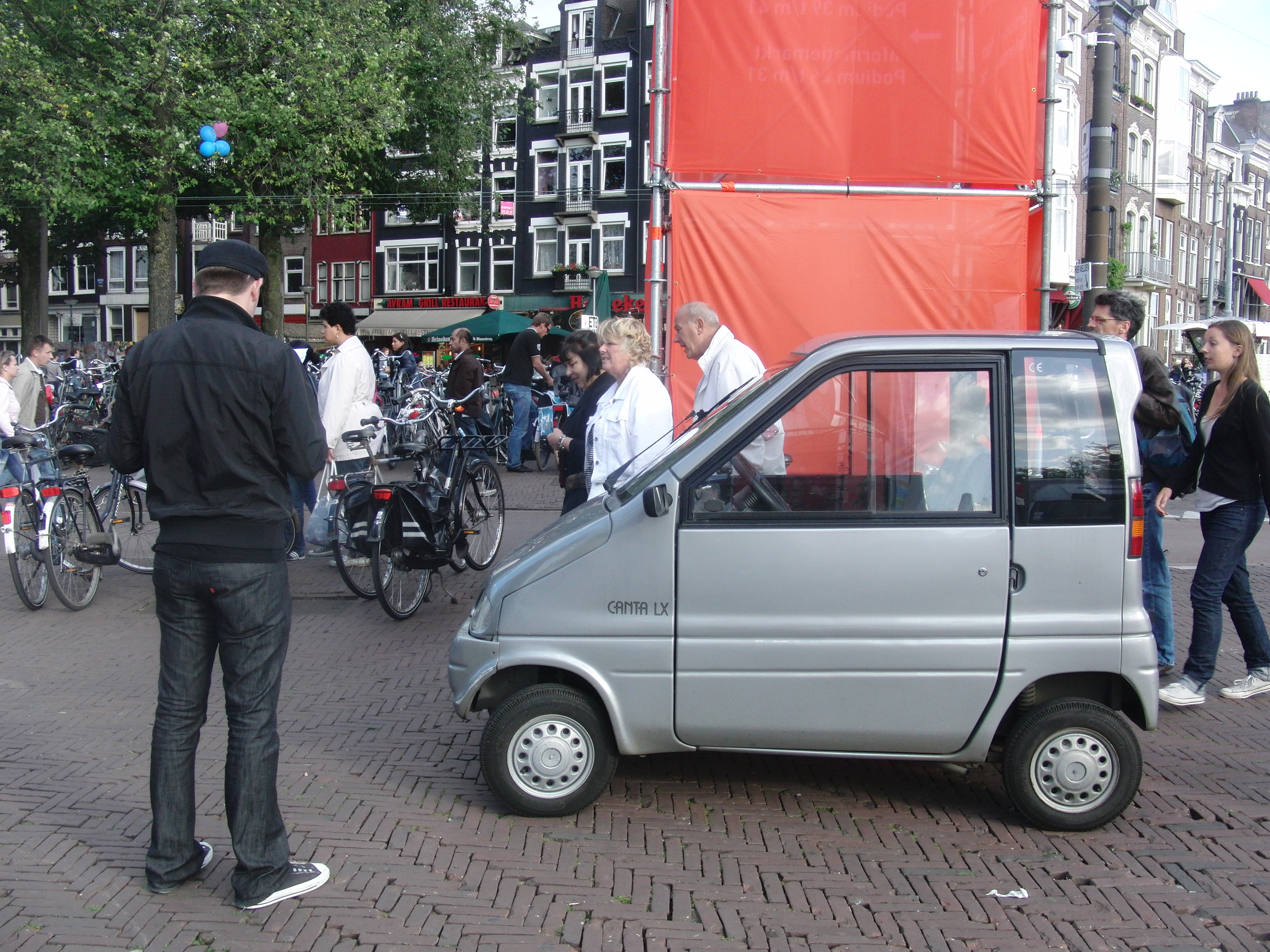
Waaijenberg Canta LX in 2009
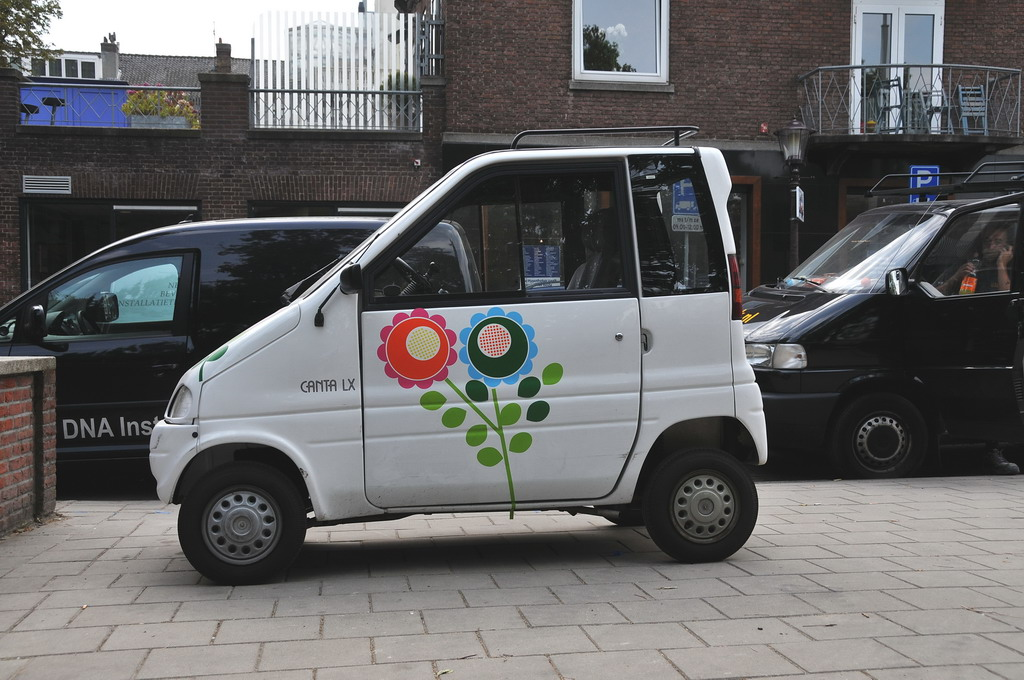
Canta LX
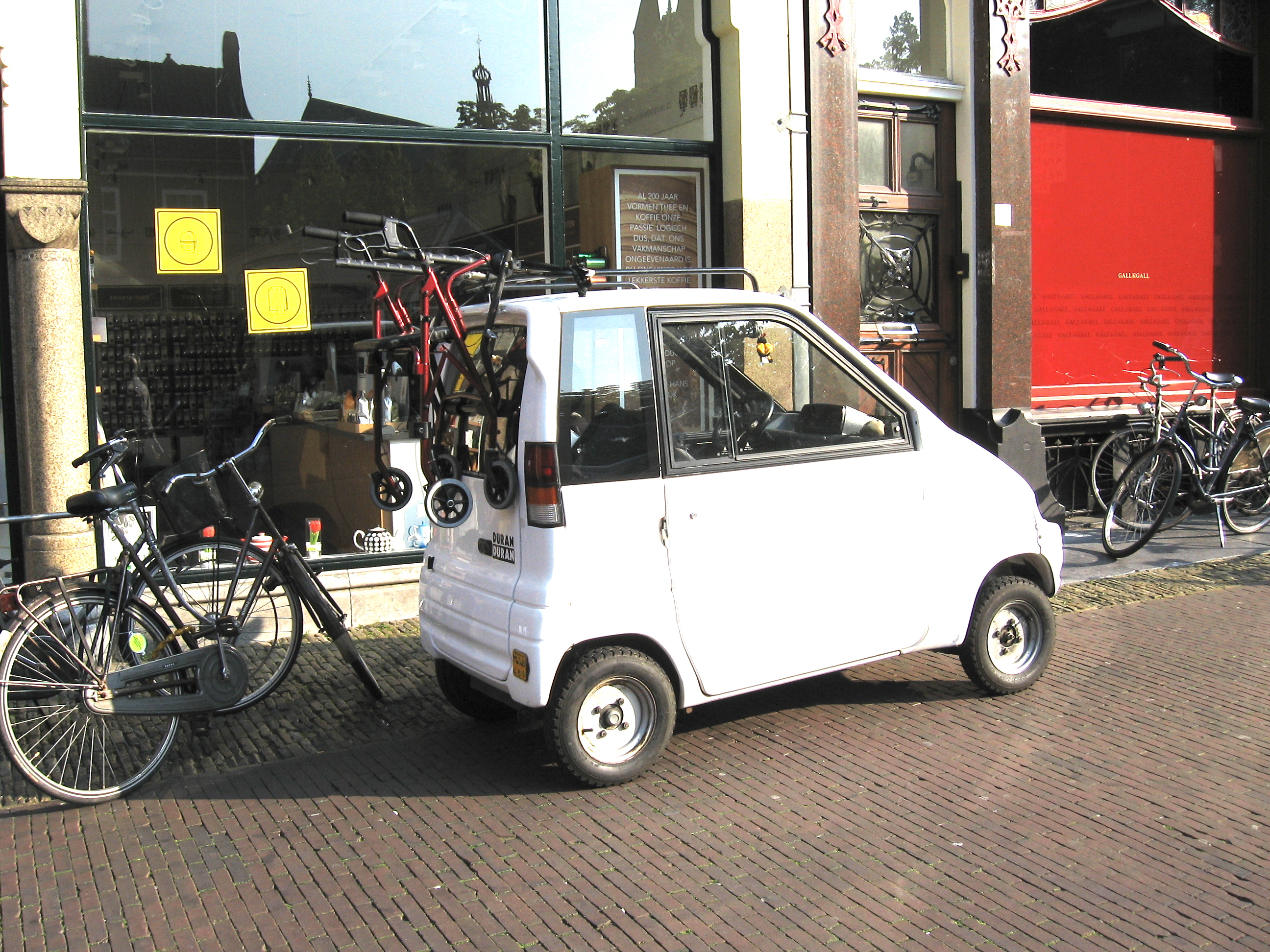
Canta LX, met achterop een rollator

## De Canta op het podium
De Canta danst is een tv-productie van de NTR in samenwerking met Het Nationale Ballet. Het is een onderdeel van Het Nationale Canta Ballet, een initiatief van actrice-regisseuse Maartje Nevejan, met medewerking van schrijfster Karin Spaink, radiomaker Bert Kommerij. Ernst Meisner schreef de choreografie en Robin Rimbaud componeerde de muziek. De voorstellingen vonden plaats op 28 juni 2012 in de Westergasfabriek. Spaink gebruikt zelf sinds 1994 een Canta, en is met een Canta naar Polen gereden. Ze schreef ook een boek over de Canta, De benenwagen: het succesverhaal van de Canta,  uitgebracht in 2012.